# Torrea pelagica
Torrea pelagica är en ringmaskart som beskrevs av Chamberlin 1919. Torrea pelagica ingår i släktet Torrea och familjen Alciopidae. Inga underarter finns listade i Catalogue of Life.